# Lo stadio
Lo stadio è un singolo del cantautore italiano Tiziano Ferro, pubblicato il 22 maggio 2015 come terzo estratto dalla prima raccolta TZN - The Best of Tiziano Ferro.

## Descrizione
Composto da Tiziano Ferro e inizialmente pensato per Jovanotti, Lo stadio è uno dei tre brani inediti realizzati dal cantautore nel corso del 2014, insieme ai precedenti singoli Senza scappare mai più e Incanto. Riguardo al brano Tiziano Ferro ha dichiarato:
Il brano è stato inoltre tradotto in lingua spagnola con il titolo Un estadio ed inserito nell'edizione spagnola di TZN - The Best of Tiziano Ferro uscita il 3 marzo 2015.

### Riconoscimenti
Grazie a Lo stadio, nel marzo del 2016 il cantautore si è aggiudicato un Onstage Award per l'Inno Live dell'anno.

## Video musicale
Il videoclip, diretto da Gaetano Morbioli, è stato pubblicato sul canale YouTube del profilo Vevo dell'artista il 26 maggio 2015.
Il 31 luglio dello stesso anno è invece uscito quello per la versione spagnola.

## Classifiche
| Classifica (2015) | Posizione massima |
| ----------------- | ----------------- |
| Italia            | 23                |